# 陳永栽
陳永栽（1934年7月17日—），生於福建省晉江縣青陽鎮青陽居後宅村，菲律賓及香港華人企業家以及富豪，是菲律賓啤酒業大亨及煙草大王以及香港地產商，是菲律賓第二富豪（僅次於施至成)，擁有菲律宾第二大的Asia Brewery，是菲律賓前總統、曾經是馬尼拉市長艾斯特拉達的大金主。1990年 接辦菲律賓最大及最有發展潛力，著名的私立大學 東方大學。2000年入主菲律賓航空後曾主導「中菲斷航」事件，以避免中华航空竞争。
LT集團為菲律賓提供超過50000個工作機會。陳永栽同時亦大量投資在香港地產，裕景興業為他在香港其中一間地產公司，裕景興業在香港一直專著於高端地產市場的開發，如赤柱東頭灣道2號步雲軒、壽山村道53號傲林軒、裕景花園、嘉文花園，西九龍中心，龍庭、裕景商業中心, 灣仔利景酒店、天后及銅鑼灣蘋果商場等頂級物業。他拥有菲律宾最大的香烟制造公司福川烟厂，世界上历史最悠久、最大的杜松子酒厂之一的丹怀酒厂，亚洲最大最现代化的养猪厂福牧农场，全菲资产最多的银行（行情 专区）之一的菲律宾新聯銀行，世界唯一由华人经营的国家航空公司菲律宾航空公司等。陳永栽擁有博士學位以及熟讀孫子兵法。陈永载对发展实业和中华文化格外钟情，他曾说过说，“我是从做实业开始的，我认为办实业，稳扎稳打，基础牢靠，一步一个脚印，心里踏实。中华文化是孕育了五千多年的文明结晶，是世界文化宝库珍贵的财富，源自中国，却属于全世界。”

## 生平
陳永栽出生於福建省晉江，童年時全家移民到菲律宾，後來畢業於遠東大學機械工程系。
1966年於一間不起眼小屋開設Fortune Tobacco
1970年於台灣台南開設東南亞規模第一，日產50噸豬肉的養豬場
1977年收購菲律賓政府已不存在的通用銀行和信託公司改名為新聯銀行（菲律賓國家銀行前身）。
1978年涉足建築營造業，標得大型公共建設如電廠橋樑碼頭
1982年馬可仕解除新啤酒廠禁令，陳開設Asia Brewery。
1985年買進世紀公園飯店。
1990年接管菲律賓東方大學。
1993年入主破產危機的菲律賓航空。
1995年創辦大亞公司，為菲律賓及外國航空公司提供國際水平的飛機維修工程、餐飲及地勤服務。
於褔布斯全球富豪排行榜中，為菲律賓十大富豪之一。